# Moab (Utah)
Moab – miasto i siedziba hrabstwa Grand w stanie Utah w USA.  
Moab, ze względu na najbliższe sąsiedztwo dwóch popularnych parków narodowych Arches i Canyonlands, corocznie odwiedzają miliony turystów. Miasto jest także popularne wśród entuzjastów kolarstwa górskiego ze względu na znajdującą się w pobliżu 20 km trasę Slickrock Trail a także dla entuzjastów terenowych sportów motorowych uczestniczących w dorocznnym rajdzie Moab Jeep Safari.
W Moab zaczyna się droga widokowa, tworząca pętlę (ang. La Sal Mountain Loop Road), o długości 108 km, wijącą się pomiędzy górami La Sal Mountains a parkiem narodowym Arches.
Moab leży na trasie nazywanej Old Spanish Trail, wytyczonej w 1829 roku przez handlarzy z Taos oraz Santa Fe a wiodącej ze wschodu do Kalifornii, która szybko stała się wśród pionierów i handlarzy jedną z najbardziej znanych i uczęszczanych.